# Programm Nord
Das Programm Nord war ein von der schleswig-holsteinischen Landesregierung (Kabinett Lübke II) initiiertes Programm, welches zwischen 1953 und 1988 unterschiedliche strukturpolitische Maßnahmen auf regionaler Ebene umfasste. Finanziert wurde es aus Mitteln des Landes, des Bundes sowie der Europäischen Gemeinschaft.

## Geschichte
Das strukturschwache, landwirtschaftlich geprägte Gebiet von Schleswig-Holstein war nach dem Zweiten Weltkrieg Ziel vieler Flüchtlinge und Vertriebene, die eine neue Heimat suchten. Der Bevölkerungsanstieg von 1,6 Mio. (1939) auf 2,7 Mio. (1948) brachte schwere soziale und wirtschaftliche Probleme mit sich. Obwohl bis 1955 rund 365.000 Flüchtlinge in andere Bundesländer umgesiedelt worden waren, verblieben als dringende Aufgaben, die Entwicklung und Neuordnung des ländlichen Raumes, eine Landwirtschaftsreform und Schaffung von Arbeitsplätzen und Wohnraum.
Zur Hebung der Not favorisierte 1949 der damalige sozialdemokratische Ministerpräsident Hermann Lüdemann den Plan, zusammen mit angrenzenden Bundesländer einen Nordstaat mit größerer Wirtschaftskraft zu bilden. Der Plan scheiterte.
Einer seiner Nachfolger, der christdemokratische Ministerpräsident Friedrich Wilhelm Lübke, ließ nach der Amtsübernahme am 25. Juni 1951 das erste Sanierungsprogramm planen, das unter dem Eindruck der Schäden durch die Flutkatastrophe von 1953 und angesichts des nicht ausreichenden Schutzes an der schleswig-holsteinischen Westküste auf eine breitere Grundlage gestellt wurde. Am 24. Februar 1953 fasste die Landesregierung folgenden Beschluss: Die Erschließung der notleidenden Gebiete des Landesteiles Schleswig ist eine im Interesse der Landeskultur vordringlich durchzuführende Aufgabe. Zur Lösung ist ein sogenanntes „Programm Nord“ ausgearbeitet worden. Die Umsetzung des Programms endete nach etwa 35 Jahren gegen 1988.

## Organisation
Zur Koordination der Maßnahmen wurde die Schleswig-Holsteinische Landgewinnungs- und -erschließungsgesellschaft mbH gegründet, die seit 1970 als Programm Nord GmbH firmierte. Die Gesellschafter am Stammkapital von 20.000 DM waren bei der Gründung
- das Land Schleswig-Holstein mit 60 %,
- die Bundesrepublik Deutschland mit 10 %
- und die Kreise Flensburg-Land, Südtondern und Husum mit je 10 % Anteil.

Im Jahr 1960 reduzierte das Land Schleswig-Holstein seinen Anteil auf 50 %. Die drei Kreise stellten als Gesellschafter 15 % Anteile zur Verfügung. Diese freien 25 % Anteile übernahmen die Kreise Eiderstedt, Norderdithmarschen, Süderdithmarschen, Rendsburg und Schleswig zu je 5 %. Insgesamt acht Kreise verfügten nun über einen Gesellschafteranteil von 40 %.
Gegenstand der Gesellschaft war gemäß Gesellschaftervertrag die Förderung der Allgemeinheit durch die Gesamterschließung der unentwickelten Räume im Arbeitsgebiet der Gesellschaft, insbesondere die Zusammenfassung der Planungen und Abstimmung aller Maßnahmen, die diesem Zweck dienen, sowie die Koordinierung der Finanzierung und die Mitwirkung an der Geldmittelbewirtschaftung.
Im Gegensatz zur Emsland GmbH übernahm die schleswig-holsteinische Gesellschaft keine unmittelbare Bewirtschaftung des Programms Nord. Die Finanzierungsmittel, die um die Bundesmittel aus dem Finanzausgleich ergänzt wurden, stammten aus dem Haushaltsplan des Ministeriums für Ernährung, Landwirtschaft und Forsten. Zahlungen konnten jedoch nur im Einvernehmen mit der GmbH geleistet werden. Bis zum Jahr 1978 werden die gesamten Ausgaben für das Programm Nord mit 1,6 Milliarden DM angegeben.

## Maßnahmen
Die Lage an der Westküste erforderte wasserwirtschaftliche Abflusseinrichtungen, weil Teilgebiete der Marsch unterhalb des Meeresspiegels liegen. Zugleich sollten sich die Einrichtungen zur Gewinnung von Trink- und Brauchwasser nicht in der Marsch, sondern in der Geest befinden, um eine Versalzung des marscheigenen Grundwassers zu verhindern. Der typischen Waldarmut des Landes sollte durch Aufforstung begegnet werden, um die Sandflucht des Ackerbodens zu mindern. Hieraus entstand ein Katalog von Maßnahmen, der folgende Infrastrukturbereiche betraf:
- Wasserwirtschaft
- Flurbereinigung
- Straßen- und Wegebau
- Aufforstung
- Dünenbefestigung
- Halligsanierung
- Siedlungswesen.

Zu den einzelnen Bereichen existierten spezielle Arbeitskreise. Zu ihren Aufgaben gehörte die Benennung derjenigen Erschließungsräume, die innerhalb Schleswig-Holsteins am meisten benachteiligt waren.

## Erschließungsräume
Mit Stand vom 1. April 1960 umfasste das Programm Nord eine Gesamtfläche von ca. 542.300 ha, die in sieben Erschließungsräume aufgeteilt war:
1. A: Wiedau-Bongsiel
2. B: Arlau/Husumer Mühlenau
3. C: Obere Treene
4. D: Eiderstedt
5. E: Eiderbecken
6. F: Dithmarschen ohne Eiderbecken
7. G: Nordfriesische Inseln und Halligen.

Gemäß der damaligen Kreisaufteilung gehörten zum gesamten Entwicklungsgebiet die Kreise Südtondern, Husum, Eiderstedt, Norderdithmarschen und Süderdithmarschen. Zu den natürlichen Benachteiligungen dieser Erschließungsräume zählten insbesondere die Belastungen als Folge der Gezeiten (sogenannte Wasserhypothek).

## Projekte
Das Programm Nord begann im ehemaligen Kreis Südtondern, einem Grenzgebiet zu Dänemark. Als ein erstes Projekt wurde der Friedrich-Wilhelm-Lübke-Koog realisiert, dessen Eindeichung 1954 abgeschlossen war. Die landwirtschaftliche Nutzung des Kooges begann 1955; die Besiedlung endete 1959.
Ein weiteres Koog-Projekt an der Nordseeküste war in den Jahren von 1958 bis 1960 die Eindeichung eines 1.200 Hektar großen Gebietes zwischen Fahretoft und Ockholm. Der neue Koog, zu dem auch der Bau des Hafens Schlüttsiel gehört, trägt seit seiner Fertigstellung den Namen Hauke-Haien-Koog. Hier entstanden zehn Aussiedlerhöfe für Landwirte aus der Treeneniederung.